# Cantón Sucúa
Sucúa es un cantón de la provincia de Morona Santiago, Ecuador. Su cabecera cantonal es la ciudad de Sucúa, tiene una población de 18.318 habitantes. Su alcalde actual para el período 2019 - 2023 es el Ing. Enrique Delgado .

## Extensión y límites
El cantón Sucúa tiene una extensión de 893 km².
Se encuentra ubicado al este de la provincia de Morona Santiago, limita al norte con el cantón Morona, al sur con los cantones de Logroño y Santiago, al este con el cantón Morona y al oeste con las provincias de Cañar y Azuay.

## División política
Sucúa tiene cuatro parroquias:

### Parroquias urbanas
- Sucúa (cabecera cantonal)

### Parroquias rurales
- Asunción
- Huambi
- Santa Marianita de Jesús